# Swan Song (bài hát)
Swan Song là một bài hát của ca sĩ người Anh Dua Lipa, đây cũng là ca khúc chính thức của bộ phim điện ảnh Alita: Thiên Thần Chiến Binh (2019), được Warner Bros. Records phát thành đĩa đơn vào ngày 24 tháng 1 năm 2019, và do Floria Sigismondi đạo diễn.

## Thành phần thực hiện
- Dua Lipa - hát, lời bài hát và âm nhạc
- Justin Tranter - lời bài hát và âm nhạc
- Thomas Holkenborg - lời bài hát và âm nhạc, piano
- Mattias Larsson (Mattman & Robin) - lời bài hát và âm nhạc, guitar, bộ gõ, sản xuất, lập trình
- Robin Fredriksson (Mattman & Robin) - lời bài hát và âm nhạc, guitar, bộ gõ, sản xuất, lập trình
- Kennedi Lykken - lời bài hát và âm nhạc
- MNEK - giọng phụ, sản xuất
- Serban Ghenea - trộn
- Randy Merrill - kỹ thuật

## Video ca nhạc
Video ca nhạc "Swan Song" đã được tải lên tài khoản YouTube của Lipa vào ngày 24 tháng 1 năm 2019. Ca khúc được đạo diễn bởi Floria Sigismondi. Video lấy bối cảnh tương lai của Thành phố Iron. Cuối video, Lipa biến thành nhân vật chính Alita.

## Phát hành
| Khu vực       | Phát hành           | Định dạng                  | Hãng thu âm  | T.k.  |
| ------------- | ------------------- | -------------------------- | ------------ | ----- |
| Toàn thế giới | 24 tháng 1 năm 2019 | Digital download streaming | Warner Bros. | [ 4 ] |
| Toàn thế giới | 29 tháng 1 năm 2019 | Contemporary hit radio     | Warner Bros. | [ 6 ] |

## Thông điệp
Theo Lipa trên Twitter, thông điệp của bài hát không nhắm tới thiên nga như nghĩa đen, mà nhắm tới cuộc đấu tranh chống lại HIV và AIDS vì những người mắc phải, cũng như muốn nhắn nhủ người xem ý nghĩa của bộ phim cho cuộc sống.

## Xếp hạng
| Bảng xếp hạng (2019)                              | Vị trí ở |
| ------------------------------------------------- | -------- |
| Australia (ARIA)                                  | 72       |
| Bỉ (Ultratop 50 Flanders)                         | 50       |
| Bỉ (Ultratip Wallonia)                            | 1        |
| Canada (Canadian Hot 100)                         | 99       |
| Cộng hòa Séc (Singles Digitál Top 100)            | 31       |
| France (SNEP)                                     | 198      |
| Trường songid là BẮT BUỘC CHO BẢNG XẾP HẠNG ĐỨC   | 99       |
| Hungary (Stream Top 40)                           | 11       |
| Ireland (IRMA)                                    | 24       |
| New Zealand Hot Singles (RMNZ)                    | 5        |
| Bồ Đào Nha (AFP)                                  | 63       |
| Scotland (OCC)                                    | 27       |
| Slovakia (Singles Digitál Top 100)                | 21       |
| Sweden (Sverigetopplistan)                        | 67       |
| Thụy Sĩ (Schweizer Hitparade)                     | 96       |
| Anh Quốc (OCC)                                    | 25       |
| Hoa Kỳ Bubbling Under Hot 100 Singles (Billboard) | 10       |
| Hoa Kỳ Pop Airplay (Billboard)                    | 25       |